# پاتریک کوبرن
پاتریک کوبرن (انگلیسی: Patrick Cockburn) (زاده ۵ مارس ۱۹۵۰)، خبرنگار ایرلندی بخش خاورمیانه روزنامه‌های فایننشیال تایمز از سال ۱۹۷۹ و اخیراً ایندیپندنت است که برنده جایزه «مفسر سال» در سال ۲۰۱۳ شده‌است
وی از زمان قدرت‌گیری داعش در عراق، تحولات مرتبط با این گروه را از نزدیک دنبال کرده‌است؛ و کتاب‌هایی نیز تحت عناوین «ظهور دولت اسلامی» (به انگلیسی: The Rise of Islamic State: Isis and the New Sunni Revolution) چاپ (۲۰۱۵) و «بازگشت جهادی‌ها» (به انگلیسی: The Jihadis Return: ISIS and the New Sunni Uprising) چاپ (۲۰۱۴) را دربارهٔ آن تألیف نموده‌است.

## سایر آثار
- (2020) War in the Age of Trump: The Defeat of Isis, the Fall of the Kurds, the Conflict with Iran, Verso Books, شابک ‎۹۷۸–۱۸۳۹۷۶۰۴۰۲